# Humber Scout Car
De Humber Scout Car was een lichte pantserwagen van Britse makelij die werd gebruikt voor verbindings- en verkenningsdoeleinden tijdens de Tweede Wereldoorlog. In de jaren 1943-1945 zijn er ongeveer 4.300 exemplaren van gemaakt.

## Geschiedenis
Bij het uitbreken van de Tweede Wereldoorlog beschikte het Britse leger al over de Daimler Scout Car ook wel bekend onder de naam Dingo. De behoefte aan pantserwagens was echter groter dan Daimler kon produceren. Andere bedrijven, waaronder Ford, werden gevraagd vergelijkbare voertuigen te gaan produceren. Humber, onderdeel van de Rootes Groep, had reeds de Humber pantserwagen in productie. In 1942 leverde Humber een prototype van het verkenningsvoertuig en na uitgebreid testen werd de eerste order in juli 1942 getekend. De order betrof 4.000 exemplaren en begin 1943 rolden de eerste exemplaren uit de fabriek.

## Beschrijving

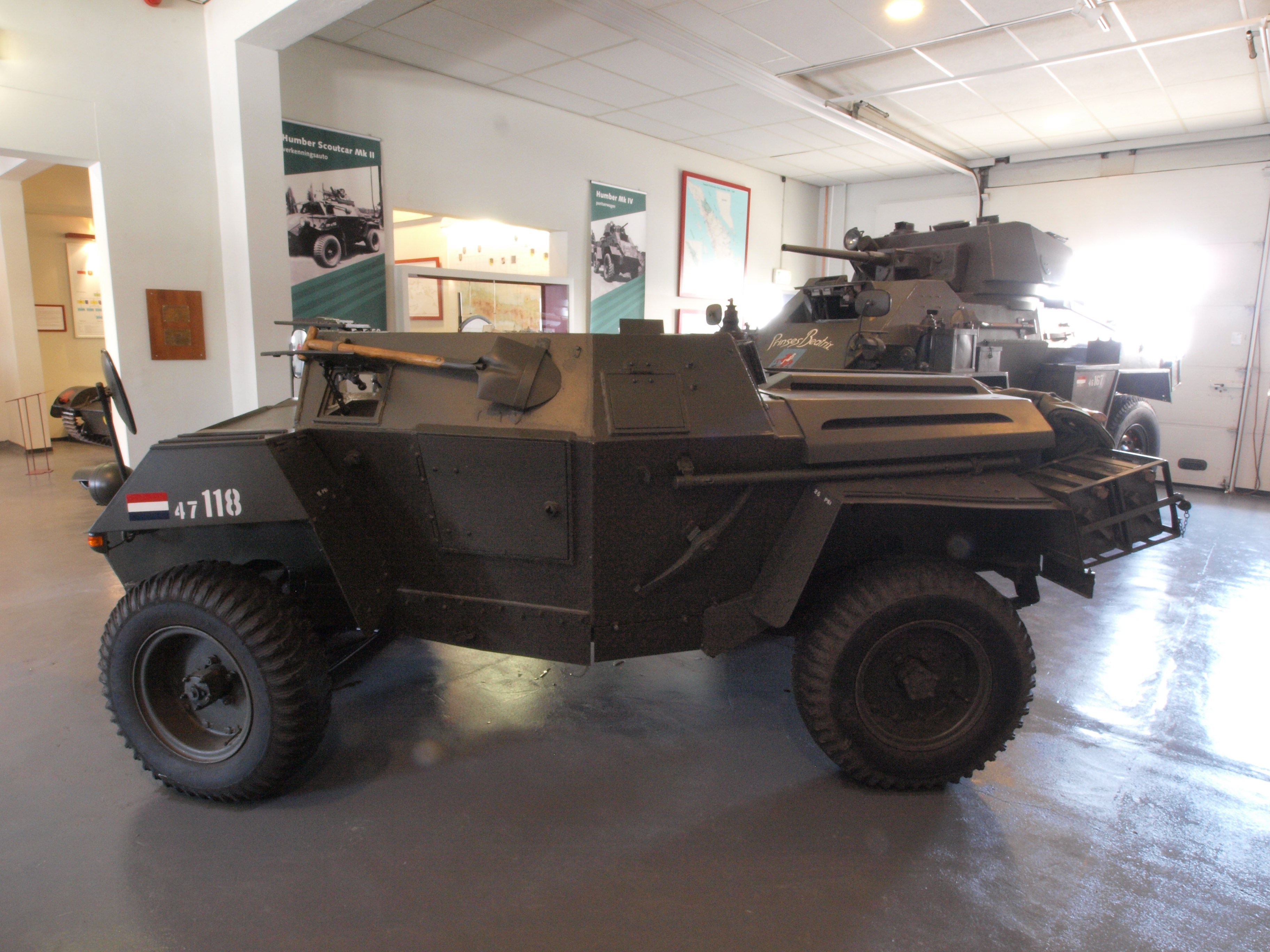
Humber Scout Car

De Humber Scout Car was een kleine en lichte pantserwagen en werd vooral gebruikt voor verbindings- en verkenningsdoeleinden. De bemanning bestond uit twee personen, een chauffeur en een commandant/schutter voor het machinegeweer en bediening van de radio. Een derde bemanningslid was mogelijk. Een tweede machinegeweer kon boven op het voertuig worden bevestigd en deze was van binnenuit te bedienen. Er was ruimte om 990 patronen mee te nemen. Het pantser aan de voorzijde was 14 mm dik en bood de bemanning een redelijke bescherming tegen geweervuur en granaatscherven. De bodem was ongepantserd om het voertuig niet te zwaar te maken. Het dak was open maar kon gesloten worden door platen over de openingen te schuiven.
Een Humber zescilinder benzinemotor was achterin geplaatst. De cilinderinhoud was 4,1 liter en de motor ontwikkelde een vermogen van 87 pk, voldoende om het voertuig een maximale snelheid van 100 km/h te geven. Alle vier de wielen werden aangedreven (4 x 4), maar de aandrijving op de voorwielen kon uitgeschakeld worden. Het was uitgerust met een versnellingsbak met 4 versnellingen voor- en 1 achteruit. Door toepassing van een extra reductiebak konden deze versnellingen in hoge- en lage gearing gebruikt worden. Er was geen reserveband aanwezig; de bijna massieve rubberen banden waarmee het was uitgerust maakte dit niet nodig. Na beschadigingen van de banden was het nog mogelijk 80 kilometer te rijden alvorens vervanging noodzakelijk werd. De benzinetank had een inhoud van circa 88 liter en gaf het voertuig een bereik van 320 kilometer op de weg.
In 1944, nadat er ongeveer 1.700 exemplaren gebouwd waren, werden belangrijke veranderingen doorgevoerd, die een typeaanduiding met Mark II rechtvaardigt. De motor werd op een aantal onderdelen verstevigd en de versnellingsbak verbeterd. De bodem werd ook verstevigd en van pantser voorzien. Het uiterlijk van het voertuig veranderde nauwelijks. In 1944 waren alle voertuigen onder het eerste contract geleverd en in december 1944 werd een tweede contract voor nog eens 950 stuks getekend. Hierbij was wel een optie opgenomen om de productie na 300 exemplaren te staken als Duitsland zich zou overgeven. In totaal zijn er 4.300 exemplaren geproduceerd.

## Gebruik
De Humber Scout Car was na 1943 de rest van de oorlog in gebruik. Het was in gebruik bij het Britse leger, maar ook de Canadezen en Tsjechen hebben de pantserwagen gebruikt. Na de oorlog zijn veel van deze voertuigen overgedragen of verkocht aan landen als België, Denemarken, Frankrijk, Italië, Nederland en Noorwegen.
In vergelijking tot de Daimler Scout Car stelde de Humber enigszins teleur. Het voertuig was groter en ruimer voor de bemanning, maar het lichtere pantser (Daimler: maximaal 30 mm) maakte de bemanning kwestbaarder en de rij-eigenschappen in het terrein waren ook minder dan die van de Daimler. In geval van nood kon de bemanning de Daimler ook sneller verlaten.

## Versies
- Mark I
- Mark II – verbeteringen aan de motor, versnellingsbak en vloerpantser.

## Naslagwerken
- (en)  George Forty - World War Two Armoured Fighting Vehicles and Self-Propelled Artillery, Osprey Publishing 1996, ISBN 1-85532-582-9.
- (en)  ed. Bart Vanderveen - The Humber Scout Car, in Wheels & Tracks, nummer 45, pag 18-25.